# 実如
実如（じつにょ、實如）は、室町時代中期から戦国時代にかけての浄土真宗の僧。浄土真宗本願寺派第9世宗主・真宗大谷派第9代門首。山科本願寺住職。諱は光兼。院号は教恩院。法印権大僧都。父は第8世蓮如。日野勝光の猶子。母は蓮祐尼。子は照如、円如。孫は第10世証如。

## 生涯
年齢は、数え年。日付は文献との整合を保つため、いずれも旧暦（宣明暦）表示を用いる（生歿年月日を除く）。
長禄2年8月10日（1458年9月26日 ）、本願寺第8世蓮如の第8子（5男）として誕生。母は伊勢貞房の娘蓮祐尼（蓮如の2番目の夫人）。後に左大臣日野勝光の猶子となって青蓮院で得度し大納言と称する。
文正2年（1467年）、延暦寺から「仏敵」とされ京都を追われた父・蓮如がやむなく延暦寺に屈した時に蓮如の隠居と長男順如の廃嫡、そして当時光養丸と呼ばれていた実如への家督継承が強要されるが、本願寺の勢力回復とともに有耶無耶となり、元のように順如が法嗣とされた。文明5年（1473年）17歳で青蓮院にて得度、大納言と仮称した。文明15年（1483年）、長兄である順如の死没により改めて法嗣となる（そのため、法主が後継者指名に用いた譲状が実如には2枚存在する）。延徳元年（1489年）、父の退隠にともない、本願寺を継承し第9世となる。
継承後も父により急激に拡大した教団を維持する必要があった。特に実如が重視したのは管領細川政元との関係である。かつて加賀一向一揆が守護富樫政親を攻め滅ぼした際に9代将軍足利義尚が本願寺に討伐令を下そうとしていた折に政元がこれに強く反対して討伐令を撤回させたという経緯があったため、実如は大きな恩義を感じていた。明応4年（1495年）、加賀一向一揆の指導者で反政元派の河合宣久の粛清を容認する。明応8年（1499年）3月25日、蓮如歿。翌年には嫡男である照如が早世する。
永正3年（1506年）、実如は細川政元の要請を受けて河内国畠山義英討伐への協力に応じると、摂津国・河内国の門徒に一揆を起こして畠山義英を攻めるように命じたが、畠山氏との関係が深かった摂津・河内の門徒らは猛反発し、実如の異母弟で畠山氏の血を引く実賢（後に近江称徳寺住持）を石山御坊にて擁立して法主の交替を求めるという事件が起きた。しかし、実如はこれを力尽くで抑え込んだ（河内国錯乱）。実如は一揆の代わりとして加賀の門徒を千人ほど河内に派遣した。
引き続いて実如は政元の要請で反本願寺、反細川氏を標榜する越前国の朝倉氏、能登国・越中国の畠山氏に対して北陸の門徒に一揆を起こすように命じると、越前国・加賀国・能登国・越中国の門徒は大規模な一向一揆を起こし、8月には越前で朝倉貞景と九頭竜川の戦いを行い、翌9月には越中国で畠山氏の援軍に来た越後国の長尾能景と般若野の戦いを行って能景を討ち取っている。
永正4年（1507年）、北陸での騒乱が続く中で、政元の養子・澄之が政元を暗殺（永正の錯乱）してもう1人の養子・澄元と争うと、その争いに巻き込まれた実如は澄元により一時山科本願寺を追放され、近江堅田本福寺住持明顕・明宗の協力を得て堅田御坊へ逃れた。
永正6年（1509年）に山科本願寺に復帰するが、この事態に苦慮した実如は、同母弟の蓮淳、息子で次男の円如と共に北陸門徒に対し一揆の禁止をはじめとする3か条の戒めを発布したり、本願寺の一族を一門衆（嫡男）と一家衆（次男以下）に分ける一門一家制を設けたり、宗門信条の基本とするなどの策を講じた。大永元年（1521年）、青蓮院脇門跡に任ぜられるが、同年に円如が急死、円如の子証如が後継者となった。
大永5年2月2日（1525年3月5日 ）、68歳にて示寂。証如が本願寺第10世を継いだが、幼い証如に代わって蓮淳が後見人（証如の外祖父でもあった）として本願寺を取り仕切った。